# 이십면체

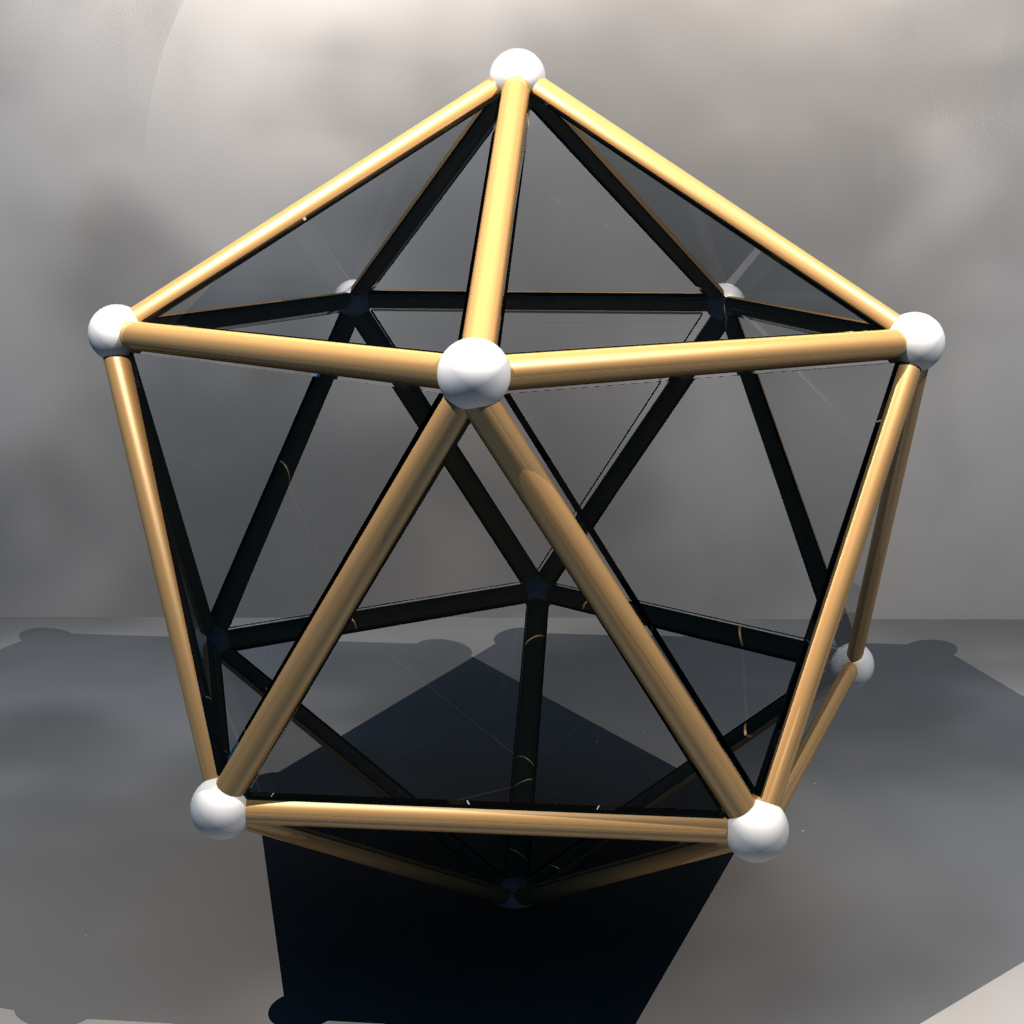

이십면체(二十面體)는 면이 20개인 다면체를 말한다. 대표적인 종류로 정이십면체가 있다. 이 외에도 십팔각기둥, 십팔각뿔대, 십구각뿔, 엇구각기둥 등이 있다. 케플러-푸앵소 다면체 중에선 큰 이십면체가 존재한다.

## 같이 보기
- 깎은 정이십면체
- 정육백포체